# Hugo Christiaan Hamaker
Hugo Christiaan Hamaker, né le 23 mars 1905 à Broek op Langedijk, en Hollande-du-Nord et mort le 7 septembre 1993 à Eindhoven, était un scientifique néerlandais responsable de la théorie de Hamaker qui explique les forces de Van der Waals entre des objets plus gros que les molécules. Son article de 1937 a été largement cité.
Hamaker a terminé son doctorat à l'université d'Utrecht en 1934. Sa thèse était intitulée : Réflectivité et émissivité du tungstène ; avec une description d'une nouvelle méthode pour déterminer la réflectivité totale de n'importe quelle surface d'une manière simple et précise. Son conseiller était Leonard Ornstein. De 1934 à 1967, il était employé du laboratoire de physique de Philips à Eindhoven et de 1960 à 1972, il était professeur à l'université technique d'Eindhoven,.
En 1959, il a été élu membre de la Société américaine de statistique.

## Publications
Hamaker a publié les articles suivants,, :
- H.C. Hamaker (1934). Reflectivity and emissivity of tungsten : with a description of a new method to determine the total reflectivity of any surface in a simple and accurate way. Amsterdam : Noord-Hollandsche Uitg. Mij. x+76 pp. (PhD-thesis Université d'Utrecht)
- H.C. Hamaker and W.F. Beezhold (1934). Gebrauch einer Selen Sperrschicht Photo Zelle zur Messung sehr schwacher Intensit¨aten. Physica 1, 119-122.
- H.C. Hamaker (1937). The London-Van der Waals attraction between spherical particles. Physica 4(10), 1058–1072.
- H.C. Hamaker (1942). A simple and general extension of the three halves power law. Physica 9(1), 135–138.
- J.E. de Graaf and H.C. Hamaker (1942). The sorption of gases by barium. Physica 9(3), 297–309.
- H.C. Hamaker (1950). Current distribution in triodes neglecting space charge and initial velocities. Applied Scientific Research, Section B, 1(1), 77–104.
- H.C. Hamaker (1962). Applied statistics : an important phase in the development of experimental science (Inaugural lecture). Microelectronics and Reliability, 1(2), 101–109.
- H.C. Hamaker (1962). On multiple regression analyses. Statistica Neerlandica, 16(1), 31–56.
- H.C. Hamaker (1969). Nogmaals de wet en de kansspelen : commentaar op Hemelrijk's beschouwingen. Statistica Neerlandica, 23(3), 203–207.
- H.C. Hamaker (1968). Some applications of statistics in chemical and physical classroom experiments. In European Meeting on Statistics, Econometrics and Manag. Sci. (Amsterdam, the Netherlands, September 2–7, 1968).
- H.C. Hamaker (1969). De wet en de kansspelen. Statistica Neerlandica, 23(2), 179–191.
- H.C. Hamaker (1970). Over claimfrekwenties, claimbedragen en risicopremies bij de privé-autoverzekering. Het Verzekerings-archief, 47, 154–174.
- H.C. Hamaker (1971). New techniques of statistical teaching. Revue de l'Institut International de Statistique, 39(3), 351–360.